# Jules Bijl
Jilles Gerrit (Jules) Bijl (Rotterdam, 10 januari 1958) is een Nederlands ambtenaar, diplomaat, politicus en bestuurder. Hij is lid van D66. Sinds 1 maart 2025 is hij waarnemend burgemeester van Lansingerland.   

## Biografie
Bijl is geboren in Rotterdam en getogen in Schiedam. Hij ging naar het atheneum op het Groen van Prinstererlyceum in Vlaardingen en studeerde staats- en bestuursrecht aan de Erasmus Universiteit Rotterdam. Hij begon zijn carrière in 1983 bij de provincie Zuid-Holland, werkte later als gemeentesecretaris van Boskoop en werd in 1992 gemeentesecretaris van Stadskanaal. In 1996 werd hij directeur van het kabinet van de gouverneur van de Nederlandse Antillen op Curaçao. In september 1999 werd hij burgemeester van Eemnes en daarnaast was hij van 2002 tot 2003 waarnemend burgemeester van Montfoort.
In 2004 kreeg Bijl een management positie in de zorg en in 2010 keerde hij terug naar Curaçao als directeur van het kabinet van de gouverneur van de Nederlandse Antillen en later de directeur van het kabinet van de gouverneur van Curaçao. In augustus 2015 werd hij Nederlands ambassadeur met als standplaats Port of Spain en vanuit die hoofdstad van Trinidad en Tobago was hij ook Nederlands ambassadeur voor zeven andere staten in de Caraïben.
Bijl was namens D66 vanaf 24 september 2020 wethouder van financiën en inkoop, externe financiering, Europese stimuleringsfondsen, vastgoed en grondzaken, inclusief onderwijshuisvesting, personeel en organisatie, digitalisering, data en dienstverlening en duurzaamheid en energietransitie in Vlaardingen. Van 1 september 2021 tot 6 maart 2023 was hij waarnemend burgemeester van Leidschendam-Voorburg. Hij was waarnemend burgemeester van Schiedam van 2 juni 2023 tot 13 maart 2024.
Met ingang van 1 maart 2025 werd Bijl benoemd tot waarnemend burgemeester van Lansingerland.